# Delamare-Deboutteville

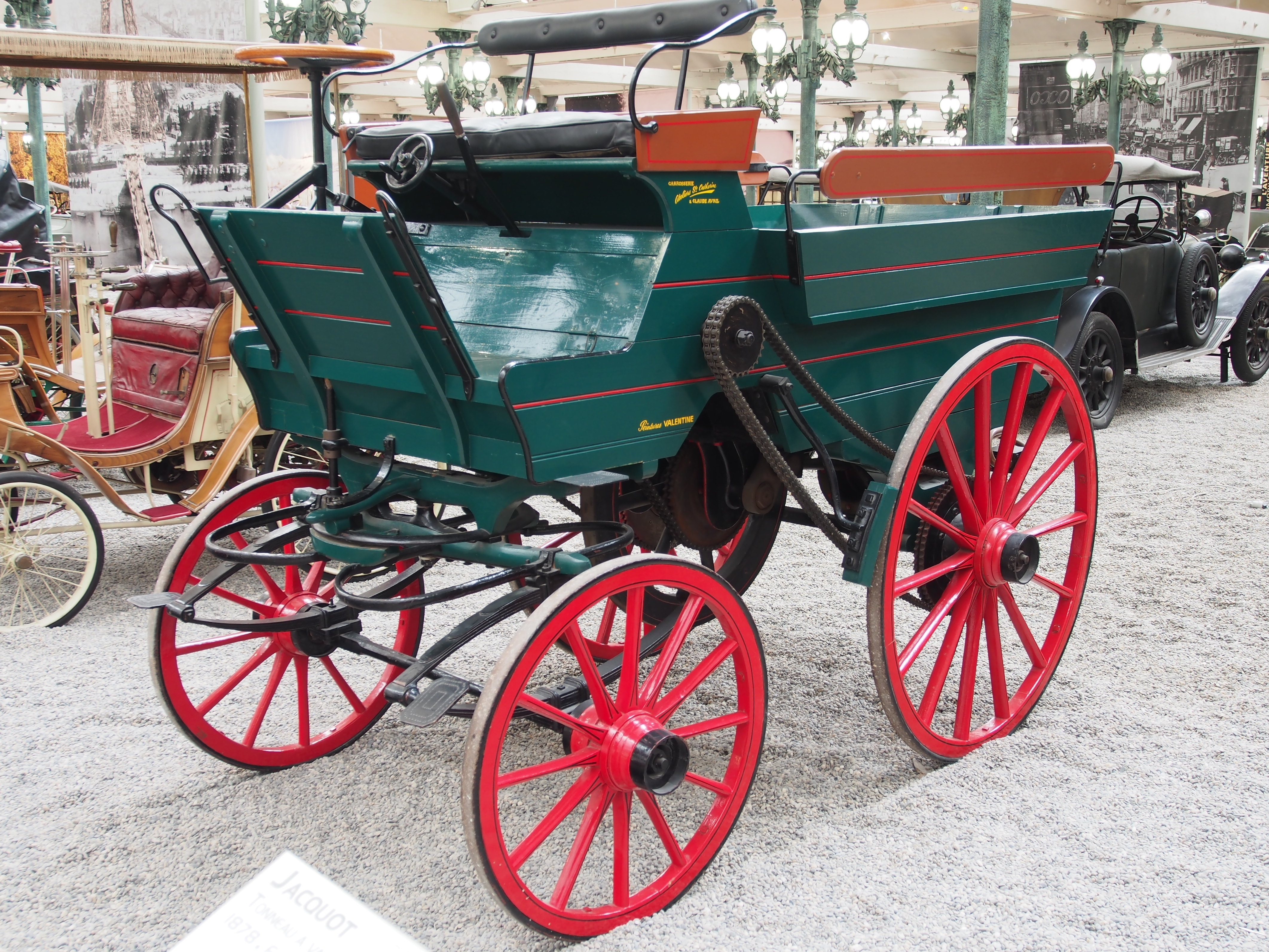
Nachbau von 1984

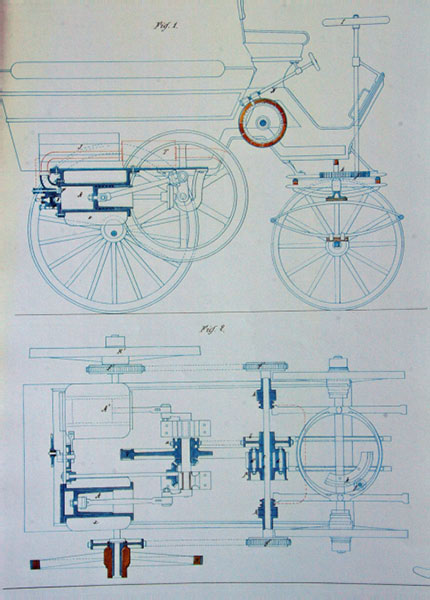
Zeichnung

Delamare-Deboutteville war ein französischer Hersteller von Automobilen.

## Beschreibung
Édouard Delamare-Deboutteville und sein Assistent Léon Charles Paul Malandin entwickelten ab 1883 ein Automobil, das am 12. Februar 1884 patentiert wurde. Ein Zweizylinder-Viertakt-Benzinmotor mit 150 mm Bohrung, 230 mm Hub und 8129 cm³ Hubraum leistete angeblich 8 PS bei 250/min. Das Fahrzeug war 275 cm lang, 165 cm breit und 205 cm hoch. Während der ersten Testfahrt brach das Fahrgestell auseinander. 1887 wurden die Versuche eingestellt. Das Fahrzeug hatte keinen Einfluss auf die Entwicklungen anderer Automobilkonstrukteure, und es gilt nicht als das erste Automobil der Geschichte.
Ein Nachbau des Fahrzeugs war im Musée des arts et métiers in Paris zu besichtigen.